# 은하선
은하선(1988년 2월 26일 ~ )은 대한민국의 작가, 섹스 칼럼니스트, 방송인이다. 진보적인 성 담론으로 주목을 받았다.

## 생애
예원학교와 서울예술고등학교를 거쳐 2008년 한양대학교 음악대학에 진학하였고 대학을 졸업한 후 독일로 유학을 가서 대학원에 진학하였다. 정통적인 클래식 음악 교육을 받으면서 클래식 음악계 내의 성폭력을 몸소 겪었고 2018년 이런 실상을 알리면서 미투 운동에 동참했다. 이미 한양대학교 재학 시절에 싸이월드를 통해 가해자를 공개 고발하는 행동을 했었다. 그 때 가해자를 두둔하는 동료들로부터 배척을 당하는 경험을 했다고 증언했다.
대학 시절 언니네트워크에서 활동하면서 성차별적 교양수업 성의 이해 폐강 운동을 했으며, 이후 한양대학교 반성폭력 반성차별 모임 월담 을 만들고 활동했다.
커밍아웃한 양성애자이며 여성 파트너와 함께 살고 있다. 2021년 서울시장 보궐선거에 출마한 신지예후보의 선거운동본부 '팀 서울'에서 서울시 성소수자부시장 후보라는 직함으로 활동하고 있다.

## 학력
- 예원학교
- 서울예술고등학교
- 한양대학교 음악대학 관현악과[8]

## 저서
- 《이기적 섹스》. 동녘. 2015년. ISBN 9788972977391

### 공저
- 《페미니스트 유토피아》. 휴머니스트. 2017년. ISBN 9791160800197
- 《그럼에도 페미니즘》. 은행나무. 2017년. ISBN 9788956605906

## 방송 출연
- SBS 《SBS 스페셜》 421회
- EBS 《까칠남녀》
- 온스타일 《바디 액츄얼리》 1회 게스트
- SBS 《정치를 한다면》
- 퀴어 유튜브 채널 《큐플래닛》

## 관련 서적
- 《인물과 사상》. 인물과사상 편집부. 2018년 3월호. ISBN 9771228378004
- 《PAPER》. 메이데이. 2018년 여름호. ISSN 2508-8718